# Frente Electoral Pueblo Unido
El Frente Electoral Pueblo Unido (Frente Eleitoral Povo Unido, FEPU) fue una coalición formada por el Partido Comunista Portugués y el Movimiento Democrático Portugués para las elecciones municipales de 1976. Obtuvo 737.586 votos (el 17,7%) y 267 concejales.
- Datos: Q5354994
- Multimedia: Frente Eleitoral Povo Unido / Q5354994